# Agência Cabo-Verdiana de Notícias
Inforpress, offiziell Agência Cabo-Verdiana de Notícias, ist die staatliche Nachrichtenagentur von Kap Verde. Sie gibt ihre Meldungen in portugiesischer Sprache heraus. Seit Oktober 2017 leitet Jacqueline Elisa Barreto de Carvalho die Agentur.
Die Agentur Inforpress wurde 1988 in der kapverdischen Hauptstadt Praia unter dem Namen Cabopress gegründet. Seit 1998 trägt sie ihren heutigen Namen.
Auf dem Kommunikationsforum der Gemeinschaft der Portugiesischsprachigen Länder (CPLP) im Juli 1996 in Lissabon wurde die Aliança das Agências de Informação de Língua Portuguesa gegründet, die Vereinigung der portugiesischsprachigen Nachrichtenagenturen. Cabopress gehörte zu den sieben Gründungsmitgliedern, ihr damaliger Leiter Luís Felipe Silva wurde erster Präsident der ALP.